# Dimitrios Geraniotis
Dimitrios Geraniotis (görögül: Δημήτριος Γερανιώτης; Athén, 1871 – Athén, 1966. május 23.) görög portréfestő, az Athéni Képzőművészeti Iskola professzora.

## Élete
1871-ben született Athénban. Az athéni Képzőművészeti Iskolában tanult festészetet Spyridon Prosalentis, Konstantinos Volanakis és Nikiforos Lytras mellett. Ezt követően 1895 és 1899 között a müncheni Képzőművészeti Akadémiára járt, ahol Nikolaos Gyzis és Franz Stuck mellett, valamint Georgios Jakobides műtermében tanult.
Görögországba való visszatérése után portréfestészetet tanított a Női Művészeti Iskolában. 1903-tól a Képzőművészeti Iskolában dolgozott, először szoborrajzot, majd 1904-től oktatott a lemondott Konstantinos Volanakis helyett. 1936-ig tartott a pedagógus pályafutása. 1966-ban halt meg Athénban.

## Művészete
Akadémikus festő volt, aki elsősorban portrékat és tájképeket készített. Portréi rendszerint az athéni arisztokrácia tagjait ábrázolják. Emellett portrékat festett a görög királyi család tagjairól. Munkái általában konvencionálisak, és a müncheni iskola elveit követik. Részt vett az 1900-as párizsi világkiállításon és számos görögországi csoportos kiállításon. Ő képviselte Görögországot az 1934-es Velencei biennálén.

## Fordítás
- Ez a szócikk részben vagy egészben  a   Dimitrios Geraniotis című angol Wikipédia-szócikk ezen változatának fordításán alapul.  Az eredeti cikk szerkesztőit annak laptörténete sorolja fel. Ez a jelzés csupán a megfogalmazás eredetét és a szerzői jogokat jelzi, nem szolgál a cikkben szereplő információk forrásmegjelöléseként.